# سیارک ۲۳۰۷۶۵
سیارک ۲۳۰۷۶۵ (به انگلیسی: 230765 Alfbester، نامگذاری:2003XN15)۲۳۰۷۶۵مین سیارک کشف شده‌است که در ۱۵ دسامبر ۲۰۰۳ کشف شد.